# K3G
K3G는 대한민국의 KT 3G 휴대전화에서 사용하는 동영상 파일 포맷의 하나로 확장자는 .k3g이다. 그 외 통신사의 동영상 파일은 SKT의 SKM(SKTelecom Media)과 LGU+의 LMP4(LGTelecom MPEG-4)가 있다.

## 인코딩
k3g 파일은 기본적으로 3GP 동영상 파일 표준에 바탕을 두고 있다. 다른 점은 MPEG4형 포맷을 사용한다는 것인데, 이점을 유의하여 인코딩하면 된다. 176 x 144(QCIF)으로 설정하고 초당 프레임수는 15프레임으로 하는 것을 원칙으로 한다. 파일 정보를 다음과 같이 맞춘다.

## 설정

### 영상
- 코덱 종류: MPEG-4 (MP4V)
- 이미지 크기: 320 x 240
- 초당 프레임수: 15 Frames/Sec

### 오디오
- 코덱 종류: MP3포맷
- 비트 전송률: 15 KBits/Sec
- 샘플링 비율: 8,000 Hz
- 채널 수: 1 Channels (MONO)

## 같이 보기
- 3GP